# Konice (Mašťov)
Konice (německy Kunitz) jsou osada, část města Mašťov v okrese Chomutov. Nachází se asi čtyři kilometry jihozápadně od Mašťova.
Konice leží v katastrálním území Konice u Mašťova o rozloze 2,45 km².

## Název
Název Konice pochází ze staročeského výrazu konnicě ve významu stáj pro koně. Existuje však také možnost odvození názvu z osobního jména Konrád, resp. z jeho zkráceného tvaru Kóň. V historických pramenech se název objevuje ve tvarech: Coniz (1196), Konicz (1405), in Konyczi (1447), Konicze (1543), Kunicze (1545), Kunowicze (1590), Kunicz (1594) a Kunitz (1787 a 1846).

## Historie
První písemná zmínka o vesnici je z roku 1196 a nachází se v listině vydané knížetem Břetislavem II. pro tehdy nedávno založený mašťovský klášter. Ten byl kvůli sporům s donátorem o rok později zrušen a mašťovští mniši založili klášter v Oseku. Některé původní pozemky jim však zůstaly a jejich držení jim potvrdil král Přemysl Otakar I.
Ve čtyřicátých letech šestnáctého století patřily Konice k vintířovskému panství, které v letech 1532–1612 vlastnili Šlikové. Poté se, neznámo kdy, staly částí vilémovského panství Viléma Vojtěch Doupovce z Doupova, kterému byl po bitvě na Bílé hoře zkonfiskován majetek za účast na stavovském povstání. Roku 1623 panství koupil hrabě Jan Zdeněk Vratislav z Mitrovic.
Po třicetileté válce byly Konice v dobrém stavu. Stále patřily k vilémovskému panství a žilo v nich devět sedláků, dva chalupníci a jeden zahradník. Sedlákům patřilo osmnáct potahů, dvacet krav, třináct jalovic, jedenáct prasat a devět koz. Chalupníci měli dohromady tři krávy, jalovici a dvě kozy. Zahradník choval pouze dvě krávy. Na polích se pěstovalo především žito.
V roce 1658 vznikl samostatný statek Konice, ale už v roce 1660 patřil k císařské Přísečnici a roku 1664 znovu k Vilémovu, se kterým je získal majitel mašťovského panství, Jan František Goltz. Podle díla Jaroslava Schallera z roku 1787 vesnice s 26 domy stále patřila k mašťovskému panství, jehož majitelem byl Vojtěch Mladota ze Solopysk. Posledním šlechtickým majitelem vsi se stal hrabě Evžen Černín z Chudenic. Za něj v roce 1846 stálo v Konicích 24 domů a ke vsi patřila panská myslivna.
Od roku 1825 ve vsi krátce fungovala pobočka mašťovské školy. Většina obyvatel pracovala v zemědělství a v lese. Z drobných provozoven byl ve vsi hostinec, obchod se smíšeným zbožím, pekárna a kovárna. Řemesla provozovali také švec, zedník a obecní cestář. Starší děti dojížděly do doupovského gymnázia, zemědělské školy v Kadani nebo rodinné školy v Podbořanech.
Původní vesnice měla charakter okrouhlice, na jejíž návsi stála kaple svatého Jana Nepomuckého z roku 1731. Po vysídlení původních obyvatel však byla většina domů zbořena, a stát zůstal jen jeden statek a tři rekreační objekty.

## Obyvatelstvo
Při sčítání lidu v roce 1921 zde žilo 132 obyvatel (z toho 66 mužů), kteří byli s výjimkou jednoho cizince německé národnosti a všichni se hlásili k římskokatolické církvi. Podle sčítání lidu z roku 1930 měla vesnice 134 obyvatel německé národnosti a římskokatolického vyznání.
|                                                                       | 1869 | 1880 | 1890 | 1900 | 1910 | 1921 | 1930 | 1950 | 1961 | 1970 | 1980 | 1991 | 2001 | 2011 | 2021 |
| --------------------------------------------------------------------- | ---- | ---- | ---- | ---- | ---- | ---- | ---- | ---- | ---- | ---- | ---- | ---- | ---- | ---- | ---- |
| Obyvatelé                                                             | 131  | 145  | 144  | 110  | 129  | 132  | 134  | 25   | 12   | 16   | 11   | —    | 4    | 1    | —    |
| Domy                                                                  | 23   | 27   | 25   | 27   | 24   | 25   | 26   | 10   | —    | 1    | 1    | 4    | 5    | 5    | 4    |
| Počet domů z roku 1961 je zahrnut v celkovém počtu domů města Mašťov. |      |      |      |      |      |      |      |      |      |      |      |      |      |      |      |

## Obecní správa
Po zrušení poddanství se Konice roku 1850 staly samostatnou obcí, ale při sčítání lidu v roce 1869 už byly osadou Dobřence. Roku 1950 se vesnice nakrátko stala součástí vojenského újezdu Hradiště, ale od roku 1960 byla osada obnovena jako část obce Mašťov. Západní část původního katastrálního území však zůstala součástí vojenského újezdu v okrese Karlovy Vary.

## Galerie

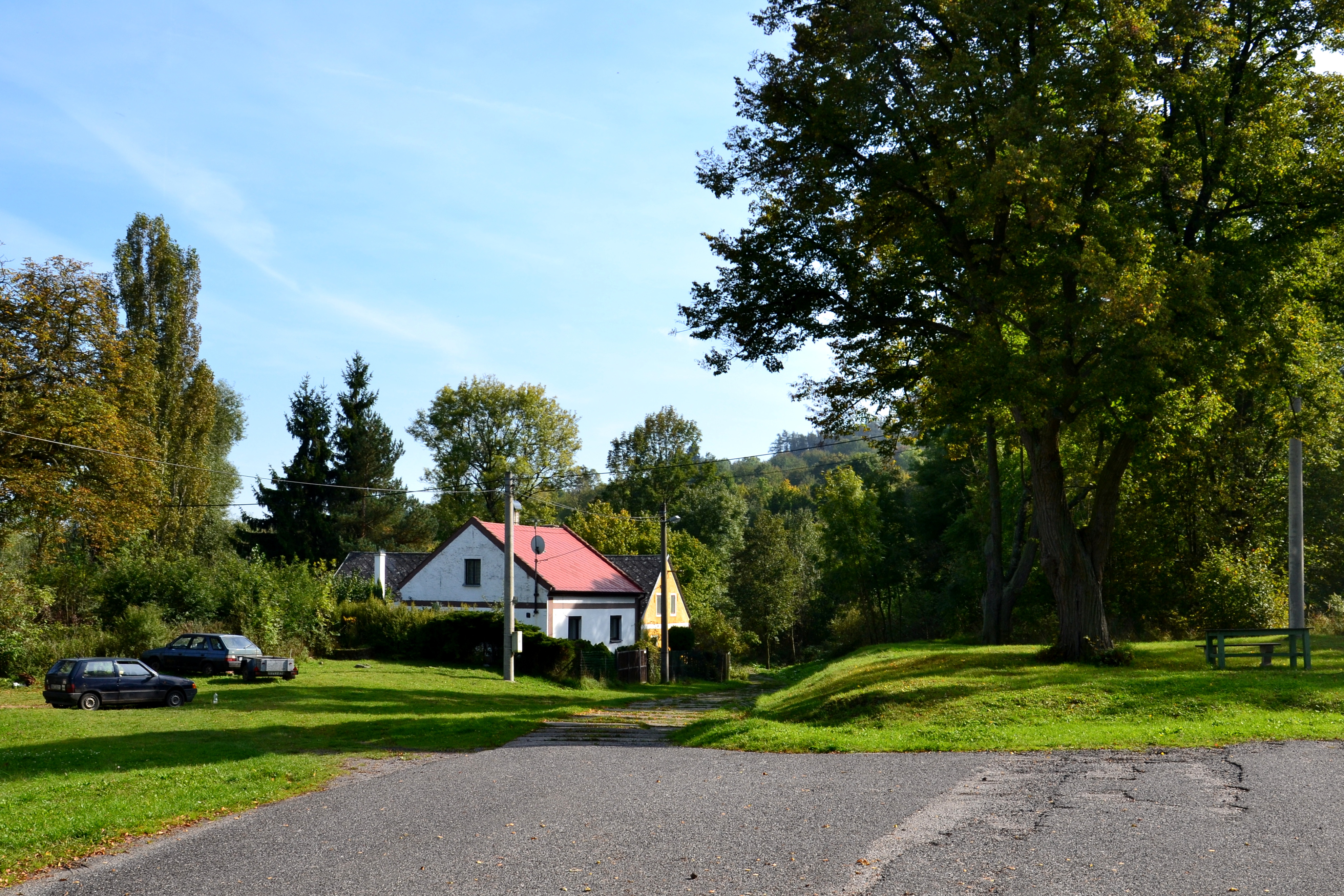
Náves
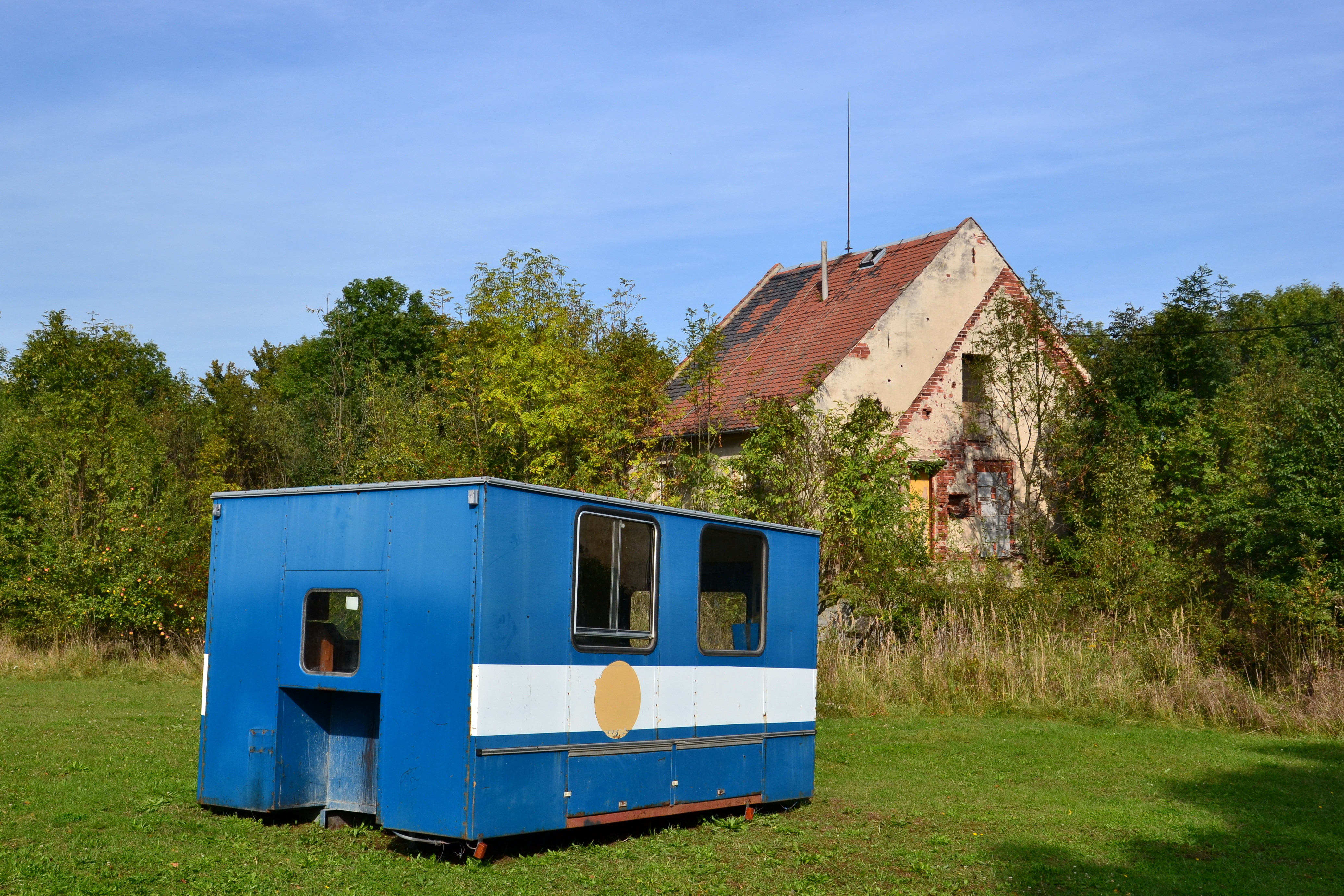
Opuštěný dům